# フィニステレ岬の海戦
フィニステレ岬の海戦（フィニステレみさきのかいせん、英語: Battle of Cape Finisterre、フランス語: Bataille du cap Finisterre、スペイン語: Batalla del Cabo Finisterre）（1805年7月22日）はスペイン、ガリシア地方のフィニステレ岬の沖でイギリス艦隊とフランス・スペイン艦隊の間で行われた海戦。
ナポレオン戦争の中の第三次対仏大同盟の戦いの一部として、ナポレオンのイギリス侵略を支援するためにイギリス海峡に入ることを企てたヴィルヌーヴ提督の艦隊を、カルダー提督指揮のイギリス艦隊が阻止した。

## 戦略的背景
ナポレオンが正式にイタリアのピエモンテを併合することによって、1802年のアミアンの和約は脆くも崩れた。1803年5月18日、イギリスは再びフランスとの戦いに突入した。
ナポレオンはイギリスを侵略し、征服することによって、大陸封鎖を終わらせようと考えた。1805年、彼の総勢15万におよぶ「アルメ・ダングルテール（Armée d'Angleterre、イギリス侵攻軍）」はブローニュに駐屯していた。この軍隊がイギリス海峡を渡ることができれば、訓練も装備も十分でないイギリス陸軍や民兵を打ち破ることはいともたやすいことに思われた。計画は、まずフランス海軍がイギリスによって封鎖されているトゥーロンとブレストから脱出し、西インド諸島を脅かすことによってイギリスを西方航路の防衛に引き付けることから始められていた。フランス艦隊はマルティニークで合流すると直ちにヨーロッパに向けて反転し、手薄になった海峡の警戒を冒してアイルランドに反乱幇助の部隊を上陸させ、またアルメ・ダングルテールをドーバー海峡の対岸に運ぶことになっていた。
ヴィルヌーヴは、11隻の戦列艦と6隻のフリゲート、2隻のブリッグを率いて1805年3月29日にトゥーロンを出航した。彼はネルソン提督の封鎖艦隊を避けて4月8日にジブラルタル海峡を通過した。カディスで彼はイギリスの封鎖戦隊を追い払って6隻のスペイン戦列艦と合流した。連合艦隊は西インド諸島に向けて出航し、5月12日にマルティニークに到着した。
地中海にいたネルソンは追撃したが、西風によって足止めされ、ジブラルタル海峡を通過したのは1805年5月7日になってからだった。10隻からなるイギリス艦隊は、6月4日になって西インド諸島のアンティグア島に到着した。
ヴィルヌーヴはマルティニークでガンテューム提督の率いるブレスト艦隊を待ったが、彼らは封鎖を破ることができず、現れなかった。フランス陸軍将校らのイギリス植民地攻撃の要求は（ダイヤモンド・ロック島要塞の奪還を除いて）顧みられることなく、艦隊は6月4日にマルティニークを出発した。6月7日に彼らは捕えたイギリス商船から、ネルソンがアンティグアに到着したことを知った。6月11日、ヴィルヌーヴは艦隊の合流と陽動というカリブ海での所期の目的をなんら成し遂げることなく、ヨーロッパに向かった。
アンティル諸島で、フランス・スペイン合同艦隊は28門フリゲート「バルバドス」とスループ「ネトレイ」に護衛された500万フランの価値があるイギリス船団と遭遇した。ヴィルヌーヴはスペイン艦「アルゴナウタ」（80門）と2隻のフランス・フリゲートにそれを追跡させ、その全船と護衛艦1隻を拿捕した。
6月30日、合同艦隊はイギリスの14門私掠船を捕えて焼き払った。7月3日には、艦隊は1500万フラン相当の財宝を運んでいたスペインのガレオン船「マティルダ」を奪還した。「マティルダ」はイギリス・リヴァプールの私掠船「マーズ」に捕獲され、イギリスの港に曳航されてゆくところだった。私掠船は焼き払われ、商船はフランスのフリゲート「シレーヌ」に曳航された。
艦隊はヨーロッパへ帰還した。7月9日、北東の強風にフランス艦「アンドンタブル」はメンマストの桁を失い、また他の船にも損害が出た。11回も大西洋を横断したスペインのグラビーナ提督によると、この大西洋横断は非常に困難なものであり、そのため、一部の艦は万全な状態に無く、乗組員は疲弊し、食料は欠乏していた。連合艦隊は7月22日にフィニステレ岬の近くで陸地初認した。

## 戦闘
フランス艦隊帰還の知らせは、7月19日にカルダー中将に届いた。彼は、ロシュフォールとフェロルの港の封鎖を中止し、ヴィルヌーヴを迎え撃つためにフィニステレ岬に進出するよう命令を受けた。両艦隊は、7月22日の11時頃に互いを視認した。
南西方向に機動すること数時間、17時15分頃、イギリス艦隊の前衛にいた「ヒーロー」（アラン・ハイド・ガードナー艦長）がフランス・スペイン艦隊の戦列に突入することで戦闘が始まった。視界の悪い中、戦いは乱戦となった。20時頃、スペイン艦「フィルメ」と「サン・ラファエル」が降伏した。カルダーは翌日の継戦を期して20時25分に戦闘中止の信号を掲げた。闇と混乱の中、数隻はさらに1時間ほど戦闘を継続した。
7月23日の夜明け、両艦隊は27km隔たっていた。カルダーは優勢な敵に再び攻撃を仕掛けることを望まなかった。彼は損害を受けた「ウィンザー・カースル」と「マルタ」を護衛しなければならず、またロシュフォールとフェロルで封鎖していた艦隊が海に出てヴィルヌーヴの艦隊と合流する可能性も考慮する必要があった。そのため彼は攻撃を取りやめ、拿捕艦とともに自国へ進路を向けた。
ヴィルヌーヴはその報告の中で、最初は攻撃する方針であったと述べている。しかし、風がイギリス艦隊に近づくのに丸一日かかるほど微かであったため、遅くなってからの戦闘のリスクを避けたものであるという。7月24日には風が変わってフランス・スペイン艦隊が風上となり、攻撃には理想的な位置となったが、しかしヴィルヌーヴは攻撃する代わりに敵に背を向けて南に向かった。彼は、ア・コルーニャに到着した8月1日、直ちにブレストとブローニュに進出せよとのナポレオンの命令を受けた。しかし、おそらく「ビスケー湾に優勢なイギリス艦隊あり」という誤報を信じたことにより、彼は8月21日にカディスに戻ってしまった。

## 戦闘後の動き
海戦の結果はフランスの敗北であった。15隻のイギリス艦隊は20隻のフランス・スペイン艦隊と戦い、2隻のスペイン艦を捕獲した。イギリスの損失は、将兵の戦死39名、負傷159名であったのに対し、フランス・スペイン側の死傷者は476名に達した。最も重要なことは、ヴィルヌーヴはそのすべての目的に失敗したということである。彼はアイルランドに軍隊を上陸させることができず、ナポレオンの「アルメ・ダングルテール」もなすところなくブローニュで待機し続けなければならなかった。
しかし、イギリスの民衆と海軍本部はこの海戦をそのようには見なかった。カルダーは司令官を解任され、軍法会議に掛けられて、7月23日と24日の行動について怠慢の廉で厳しい譴責を受けた。彼は二度と海上勤務に就くことはなかった。
結果に失望したナポレオンは、イギリス侵略の計画を断念せざるを得なかった。その代わり、「アルメ・ダングルテール」は「グランダルメ（Grande Armée、大陸軍）」と名を変え、8月27日、オーストリアとロシアの脅威に対処するためにブローニュを出発した。戦いの数週間後に、彼はこう書いている：「グラビーナは戦場での決断において天才的なものを持っている。ヴィルヌーヴにその資質があれば、フィニステレの海戦は完勝を収めていただろう。」
ヴィルヌーヴとその連合艦隊はそのままカディスに留まり、10月21日のトラファルガーの海戦で壊滅することになる。

## 参戦艦

### イギリス艦隊
- ヒーロー（Hero）：74門、死1・傷4・フォアマスト破損
- エイジャックス（Ajax）：74門、死2・傷16
- トライアンフ（Triumph）：74門、死5・傷6
- バーフラー（Barfleur）：98門、死3・傷7
- アガメムノン（Agamemnon）：64門、死0・傷3
- ウィンザー・キャッスル（Windsor Castle）：98門、死10・傷35・フォアマストおよびメンマスト破損
- デファイアンス（Defiance）：74門、死1・傷7
- プリンス・オブ・ウェールズ（Prince of Wales）：98門、カルダー提督旗艦、死3・傷20・舵破損
- レパルス（Repulse）：64門、死0・傷4
- レゾナブル（Raisonnable）：64門、死1・傷1
- ドラゴン（Dragon）：74門、死0・傷4
- グローリー（Glory）：98門,、サー・チャールズ・スターリング少将旗艦、死1・傷1
- ウォーリア（Warrior）：74門、死0・傷0・右舷座礁
- サンダラー（Thunderer）：74門、死7・傷11・ミズンマスト破損
- マルタ（Malta）：80門、死5・傷40・全マスト破損
- エジプシェンヌ（Egyptienne）：フリゲート
- シリアス（Sirius）：フリゲート
- 小型艦2隻

### フランス・スペイン艦隊
（スペイン艦隊）
- アルゴナウタ（Argonauta）：80門、フェデリコ・グラビーナ中将旗艦、死6・傷5・フォアマストおよびミズンマスト喪失
- テリブレ（Terrible）：74門、死1・傷7
- アメリカ（América）：64門、死5・傷13・被弾多数
- エスパーニャ（España）：64門、死5・傷23・ミズンマスト損傷
- サン・ラファエル（San Rafael）：80門、死41・傷97［捕獲］
- フィルメ（Firme）：74門、死35・傷60・全マスト喪失［捕獲］

（フランス艦隊）
- プリュトン（Pluton）：74門、死14・傷24
- モンブラン（Mont-Blanc）：74門、死5・傷16
- アトラス（Atlas）：74門、死15（含艦長）・傷52
- ベルウィック（Berwick）：74門、死3・傷11
- ネプテューヌ（Neptune）：80門、死3・傷9
- ビュサントール（Bucentaure）：80門、ヴィルヌーヴ提督旗艦、死5・傷5
- フォルミダブル（Formidable）：80門、デュマノワール少将旗艦、死6・傷8
- アントレピード（Intrépide）：74門、死7・傷9
- シピオン（Scipion）：74門、死0・傷0
- スウィフトシュア（Swiftsure）：74門、死0・傷0
- アンドンタブル（Indomptable）：80門、死1・傷1
- エーグル（Aigle）：74門、死6・傷0
- アキレ（Achille）：74門、死0・傷0
- アルジェシラス（Algésiras）：74門、マゴン少将旗艦、死0・傷0